# Kardorf (Bornheim)
Kardorf ist ein Ortsteil der im linksrheinischen Rhein-Sieg-Kreis gelegenen Stadt Bornheim in Nordrhein-Westfalen. Die am Hang des Vorgebirges entstandene Ansiedlung weist Spuren römischer Zeit auf, die allein schon durch den Verlauf der den Ort tangierenden, im 1. Jahrhundert nach Christus entstandenen Eifelwasserleitung belegt sind. Eine erste Erwähnung des Ortes ist durch eine Urkunde des Kaisers Barbarossa belegt, in der am 17. September 1156 die Ortschaft „Kardorph“ erwähnt wurde. Kardorf hat 2153 Einwohner (Stand: August 2019).

## Geographie
Kardorf ist einer der westlichen Vororte Bornheims. Es liegt zwischen dem südlich von ihm gelegenen und sich heute nahtlos anschließendem Ort Waldorf und dem nördlich mit etwas Abstand folgenden Ort Merten. Oberhalb und im Westen Kardorfs liegen auf dem Villerücken, die Stadtteile Hemmerich (im SW) und Rösberg (im NW). Die Gemarkung des Ortes reicht in die östlichen Ebenen der Kölner Bucht und von dort bis in die von Entwässerungsgräben durchzogene mittlere Hanglage im Westen.

## Öffentliche Einrichtungen und Kirchen
- Katholische Kirche St. Joseph

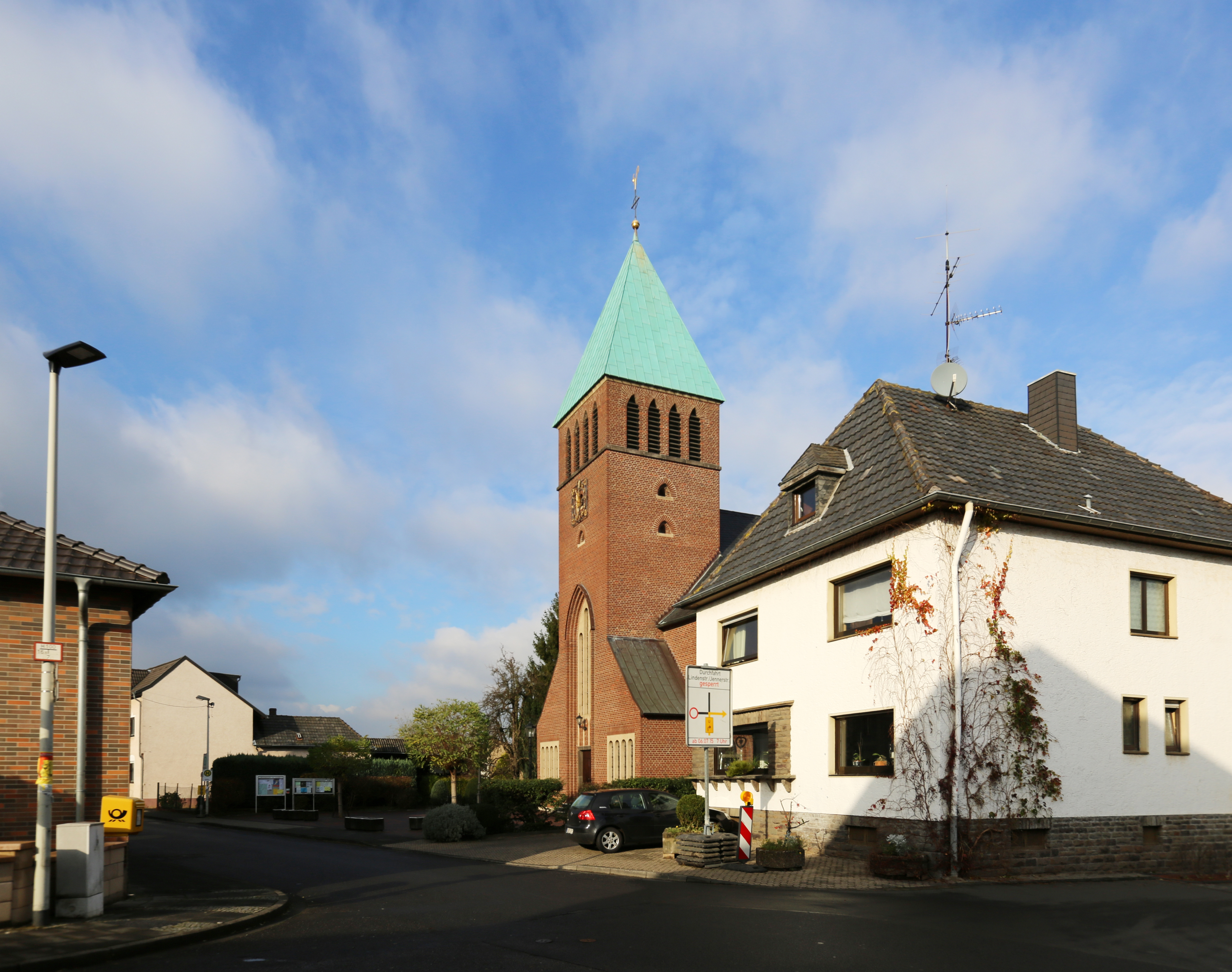
Pfarrkirche St. Joseph

- Katholischer Kindergarten St. Joseph

## Veranstaltungen
- Der Junggesellenverein 'Eintracht' Kardorf veranstaltet jährlich ein Junggesellenfest im Festzelt am Dorfplatz.
- Der Ortsausschuss organisiert die meisten Veranstaltungen im Ort. Hierzu zählen das Maiansingen, die Kirmes, das Dorf-/Pfarrfest, der Martinszug und der Karnevalsumzug.
- Die St. Sebastianus Schützenbruderschaft Kardorf veranstaltet jährlich ihr Schützenfest in ihrer Vereinsgaststätte "Zum Alten Bahnhof".
- Im Jahre 2006 beging Kardorf seine 850-Jahr-Feier.

## Vereine
- MGV „Liederkranz“ Kardorf e. V.
- JGV „Eintracht“ Kardorf e. V.
- Damenkomitee Rot-Weiß Kardorf e. V.
- Ortsausschuss Kardorf e. V.
- St. Sebastianus Schützenbruderschaft 1921 e. V.

## Sehenswürdigkeiten
- Der Ort Kardorf wird besonders durch das auffällig grüne Kupferdach der Pfarrkirche geprägt.

## Infrastruktur
Über die Stadtbahnlinie 18 ist Kardorf an Bonn und Köln angebunden.
Zusätzlich verfügt Kardorf mit der Buslinie 818 der Regionalverkehr Köln GmbH (RVK) über eine Anbindung an die DB-Bahnhöfe Bornheim-Sechtem und Bornheim-Roisdorf, sowie an den KVB-Bahnhof Bornheim-Hersel.
Zudem verfügt Kardorf über Anbindungen an die Autobahnen A 555, A 553 und A 61.